# Паперный, Владимир Зиновьевич
Влади́мир Зино́вьевич Папе́рный (род. 19 мая 1944 года, Москва) — советский, американский и российский писатель, дизайнер, искусствовед, культуролог, историк архитектуры, архитектурный критик.

## Биография
Владимир Паперный родился в Москве в семье литературоведа и литературного пародиста Зиновия Самойловича Паперного (1919—1996); мать, Калерия Николаевна Озерова (1918—2012), была сотрудником «Литературной газеты», редактором отдела критики журнала «Новый мир». Младшая сестра — Татьяна Паперная (1952—1978).
Окончил факультет промышленного дизайна Строгановского училища (1969), затем аспирантуру Центрального научно-исследовательского института теории и истории архитектуры. Его диссертация об архитектуре сталинского периода в 1985 году была опубликована в США на русском языке под названием «Культура Два» ARDIS, Ann Arbor, 1985.
В 2000 году защитил в РГГУ диссертацию по теме «Модели описания советской культуры (на материале советской архитектуры 1920—1950-х годов): Культура 2») и получил степень кандидата культурологии.
С 1981 года живёт в Лос-Анджелесе. Работал арт-директором и начальником отдела рекламы в американских корпорациях. В настоящее время возглавляет дизайн-студию VPA в Лос-Анджелесе, занимается производством документальных телефильмов. Автор статей по дизайну, архитектуре, городской среде и столкновению культур, рассказов и воспоминаний. Последовательный критик «лужковской архитектуры» в Москве.
О себе в интервью 2007 года он сказал:
Я безусловно не ощущаю себя учёным. Я грамотный дизайнер, но есть лучше. Я не могу назвать себя писателем — написано очень мало. В детстве я часто представлял себя то актёром, то суворовцем, то музыкантом. Возможно, детское желание кем-нибудь притворяться сохранилось. Когда я писал диссертацию «Культура Два», я притворялся учёным. Когда снимал документальные сюжеты для ТВ, притворялся кинематографистом. В молодости я никуда не приходил вовремя, ничем не хотел заниматься, всё быстро надоедало. В Строгановке начал, как очень плохой студент. Рисовать не учился до поступления — это был ещё один вариант притворства. Но к 5-му курсу что-то произошло: мой рисунок сепией попал в число лучших работ. Преподаватель скульптуры, который было совсем махнул на меня рукой, сказал, что последняя моя скульптура очень хороша. Я получил пятёрку за диплом. Второй перелом произошёл, когда я писал диссертацию — впервые с увлечением что-то делал 4 года. И затем мой отъезд в Америку. Жизнь в России для меня была тёплым вязким болотом, а жить в Америке — это плавать в холодном океане. Перестанешь барахтаться — пойдёшь ко дну.
В 2011 году входил в группу разработчиков на базе бизнес-школы «Сколково» проекта в сфере национального брендинга «Центр русского авангарда». Проект не был осуществлён. В группу разработчиков, помимо Владимира Паперного, входили Николай Палажченко, Марина Хрусталёва, Виктория Голембиовская, Нуна Алекян и др.

## Личная жизнь
- Первая жена — Гульнора Меджиевна Хошмухамедова, советский и российский художник.
  - Сын — Дмитрий Владимирович Паперный, американский и российский дизайнер, имиджмейкер.
    - Внучка — Майя Старр Паперны (англ. Maya Starr Paperny, р. 2009) — дочь Дмитрия Паперного и Лоры Рорман (англ. Laura Rohrman), американской и российской сценаристки, драматурга, актрисы, журналистки.
- Вторая жена — Екатерина Александровна Компанеец (Катя Компанеец, р. 1946), советский и американский художник, писатель.
  - Дочь — Татьяна Владимировна Паперная, американская писательница, журналистка.
- Третья жена — Александра Самойлова-Паперная, дизайнер, стереофотограф, переводчик.
- Четвёртая жена (с 2014) — Марина Александровна Хрусталёва (р. 1978), российский менеджер в сфере культуры, журналист, переводчик, куратор, общественный деятель.

## В литературе
Владимир Паперный и его сестра Татьяна послужили прототипами персонажей поэмы Беллы Ахмадулиной «Дачный роман». В начале 1970-х гг. Паперный с сестрой сняли в Переделкине дачу у вдовы Павла Лукницкого по соседству с дачей Ахмадулиной. У Ахмадулиной не было телефона, у Паперных был, и несколько раз в день она заходила к ним звонить. «Возникло что-то вроде соседской дружбы». Через год дачу у вдовы Лукницкого забрал Литфонд, которому принадлежала дача, и Паперным пришлось съехать.
Стало ясно, что дружба с Беллой вне дачного соседства и телефона долго не протянет. И тут мне пришла в голову идея перевести эту дружбу в художественно-поэтический жанр. Я решил написать Белле письмо, демонстрирующее, что я — незаурядная творческая личность. Это письмо где-то сохранилось в моём архиве. С одной стороны, журналистская добросовестность требует, чтобы я его воспроизвёл. С другой стороны, мне стыдно: я недавно перечитал его и ужаснулся, оно было претенциозным, натужным и абсолютно бездарным. К счастью, решения принимать не пришлось: письма в той папке, где ему полагалось быть, не оказалось. Видимо, какой-то тайный доброжелатель его уничтожил. <…> Ответ пришёл быстро. В «Литературной газете» появилась поэма Ахмадулиной «Дачный роман», в которой были описаны и мы с Таней, и моё письмо. На сайте указана неверная дата поэмы — 1966, на самом деле события происходили около 1973 года. Все основные факты пересказаны в поэме достаточно точно, кроме моего письма. Во-первых, Белла его опоэтизировала, во-вторых, сделала его объяснением в любви (судя по литературному качеству моего письма, это была не любовь, а скорее суетное желание дружить со знаменитостью).